# اس-۷۵ دوینا
اس-۷۵ دوینا (С-۷۵) که با نام ناتو سام-۲ (SA-2 Guideline) نیز شناخته می‌شود، یک سامانه موشکی سطح‌به‌هوا برای پدافند هوایی ارتفاع بالای ساخت شوروی است. این سامانه در سال ۱۹۵۷ وارد ارتش شوروی شد و از آن زمان تاکنون بیش از هر سامانه دفاع موشکی دیگری در نقاط مختلف جهان مستقر شده‌است.
اس-۷۵ دوینا نخستین موشک سطح‌به‌هوای تاریخ است که موفق به انهدام یک هواپیمای دشمن شد. این واقعه در اکتبر ۱۹۵۹ با شلیک سه موشک وی-۷۵۰ به سوی یک هواپیمای آربی-۵۷ دی کانبرای ارتش تایوان در ارتفاع ۲۰ کیلومتری رخ داد. در آن زمان مقامات چینی برای محرمانه نگه‌داشتن این موشک آن را به جنگنده‌های خود نسبت دادند.
حدود یک سال بعد یعنی در اول ماه مه سال ۱۹۶۰ این موشک با سرنگونی یک فروند هواپیمای شناسایی آمریکایی لاکهید یو-۲ بر فراز خاک شوروی به شهرت رسید. در سال ۱۹۶۲ نیز استقرار این سامانه موشکی در کوبا به آغاز بحران موشکی کوبا انجامید که جهان را در آستانه یک جنگ هسته‌ای قرار داد. یک فروند دیگر از هواپیماهای لاکهید یو-۲ که خلبان آن رودولف اندرسون نام داشت بر فراز خاک کوبا در ۲۷ اکتبر ۱۹۶۲ به وسیله این موشک‌ها منهدم شد.
نیروهای ویتنام شمالی در جنگ ویتنام از آتشبارهای اس-۷۵ دوینا به‌طور گسترده برای دفاع از هانوی و هایفونگ استفاده کردند. این موشک در چین با نام‌های اچ‌کیو-۱ و اچ‌کیو-۲ تولید شده و کشورهای دیگری نیز به تولید گونه‌های مختلف آن مبادرت کرده‌اند.
این سامانه موشکی در اصل برای مقابله با بمب‌افکن‌های دوربرد آمریکا مانند بی-۴۷ و بی-۵۲ طراحی شده بود و در ارتش شوروی جایگزین توپخانه‌های ضدهوایی دوربرد مانند کااس-۱۹ ۱۰۰ میلی‌متری و کااس-۳۰ ۱۳۰ میلی‌متری شد. از دهه ۱۹۸۰ در شوروی این سامانه به تدریج با سامانه موشکی اس-۳۰۰ (سام-۱۰ و سام-۱۲) جایگزین شد اما هنوز شماری از موشک‌های سام-۲ و مدل چینی ارتقاء یافته آن (اچ‌کیو-۲) در برخی کشورها مورد استفاده قرار می‌گیرد.

## کاربران
- جمهوری آذربایجان - ۲۵
- بلغارستان - ۱۸
- چین تولید HQ-2 و HQ-1
- کوبا

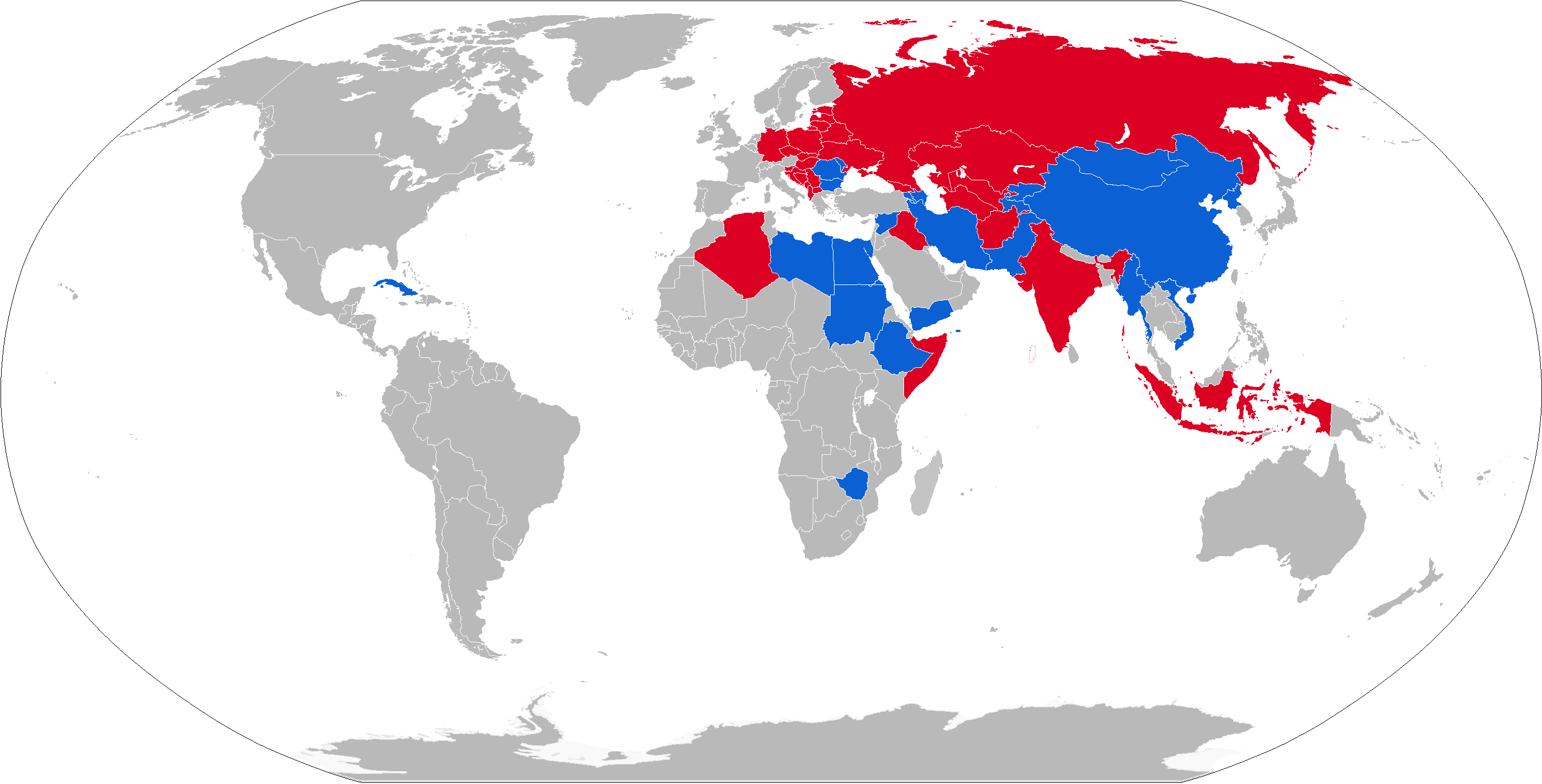
رنگ آبی: کاربران کنونی سام-۲

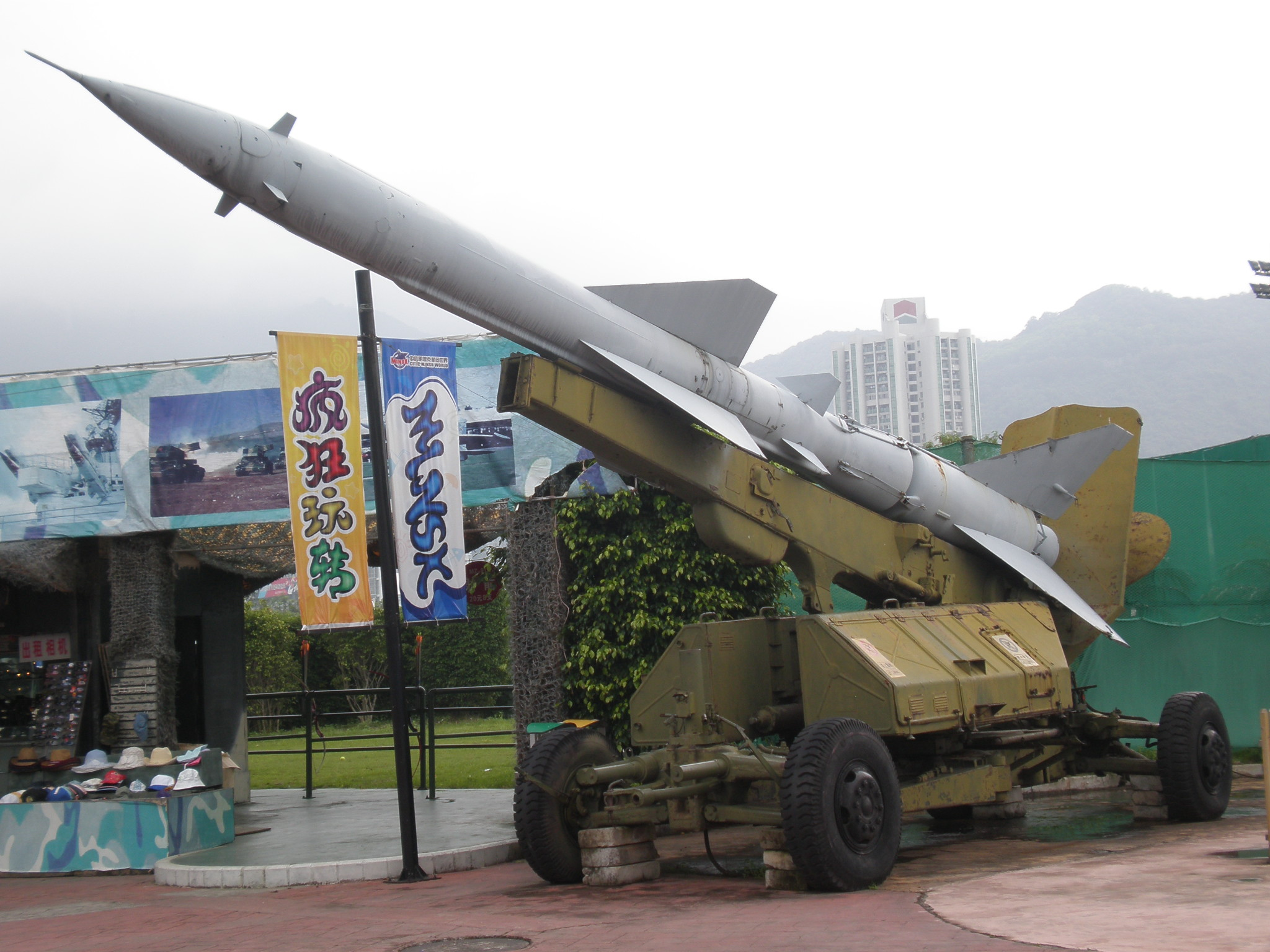
اچ‌کیو-۲ در چین

- مصر - ۲۴۰، معروف به طایر الصباح
- ایران - بیش از ۳۰۰ فروند که عمدتاً تبدیل به موشک‌های زمین به زمین شده و فقط یک سایت صیاد - ۱ اطراف کرمانشاه فعال می‌باشد و بقیه جایگزین شدند.[۱]
- قرقیزستان - شمار اندک
- لیبی
- مغولستان
- میانمار - ۴۸ تا ۲۵۰ موشک در سال ۲۰۰۸
- کره شمالی -حداکثر ۲۷۰ موشک
- پاکستان -اچ‌کیو-۲بی در خدمت نیروی هوایی پاکستان است.
- رومانی
- سودان - ۷۰۰
- سوریه - ۲۷۵
- تاجیکستان - شمار اندک
- ویتنام - ۲۸۰
- یمن
- زیمبابوه

### کاربران پیشین
- افغانستان
- الجزایر
- آلبانی - ۸۴ پرتابگر
- آلمان شرقی
- گرجستان
- مجارستان
- اندونزی
- هند
- عراق
- لهستان
- روسیه
  - بیشتر میان سال‌های ۱۹۹۱ تا ۱۹۹۶ از خدمت‌رسانی خارج شدند.
- شوروی
- یوگسلاوی
- سومالی -عملیاتی نیست
- اندونزی